# Chhaprauli
Chhaprauli är en ort i Indien.   Den ligger i distriktet Baghpat och delstaten Uttar Pradesh, i den norra delen av landet, 60 km norr om huvudstaden New Delhi. Chhaprauli ligger 234 meter över havet och antalet invånare är 19 224.
Terrängen runt Chhaprauli är mycket platt. Runt Chhaprauli är det tätbefolkat, med 881 invånare per kvadratkilometer. Närmaste större samhälle är Baraut, 14,7 km sydost om Chhaprauli. Trakten runt Chhaprauli består till största delen av jordbruksmark.